# 大村氏 (神別)
大村氏（おおむらうじ）は、「大村」を氏の名とする氏族。
姓（かばね）は大村直（おおむらのあたい）で、直（あたい、あたえ）姓。

## 出自
『新撰姓氏録』（以下『姓氏録』と略記）によれば、天道根命の6世の孫である君積命（きみつみのみこと）の後裔氏族とされ（右京神別下）、天道根命は直姓の紀氏の祖神とされるので、同氏とは同族であることになる。
「大村」の氏名（うじな）は和泉国大鳥郡大村郷（現大阪府堺市中区高蔵寺一帯）に因むとされるが、肥前国彼杵郡大村郷（現長崎県大村市一帯）に因むものとする説もある。

### 君積命
始祖である君積命は『姓氏録』和泉国神別の同氏条では枳弥都弥命（きみつみのみこと）に作り、大名草彦命（おおなくさひこのみこと）の子とされている。大名草彦命は『国造次第』に紀伊国造の第5代国造として見える大名草比古と思われ、『紀伊国造系図』には大名草比古命の子としては宇遅比古命（うじひこのみこと）しか掲げていないため、佐伯有清は枳弥都弥命が宇遅比古命の兄弟であったとする説を唱えている。また、『姓氏録』右京神別の同氏条では「君積」を「若積」に作る諸本があり、そこから別名を若積命といい、『肥前国風土記』藤津郡能美郷条に見える「紀直（きのあたい）等の祖、穉日子（わかひこ）」や『先代旧事本紀』の「国造本紀」に見える葛津立国造（ふじつたちのくにのみやつこ）に任じられた「紀直の同祖、大名茅彦命（大名草彦命）の子、若彦命（わかひこのみこと）」と同じ人物であるとする説もあるが、『紀伊続風土記』は上記のように「枳弥都弥（きみつみ）」に作る場合があるために『姓氏録』で「若積」に作る諸本は「君積」の誤記であるとしつつ、「国造本紀」の所伝を活かして大名草比古命の子に宇遅比古命、君積命、若彦命の3子があったとし、それぞれ現和歌山市の宇治（うじ）、紀三井寺（きみいでら）、和歌浦（わかのうら）の地名に基づいて命名されたものであろうと説いている。

## 分布
『姓氏録』には京都の右京と和泉国を本貫地とする2氏が見え、河内国に複姓氏族（複数の氏名を結合した氏名を持つ氏族）の大村直田氏が見える（姓は連）。また、近江国に無姓であるが同氏と推定される者がおり、丹波国にも大村氏の存在が確認できるが同族であるかは不明である。
更に上述のように『肥前国風土記』や「国造本紀」によると肥前国に関係する氏族が存したようである。その場合、『肥前風土記』の「藤津郡能美郷」は佐賀県藤津郡能古見村（現鹿島市山浦）が遺称地とされ、「国造本紀」の「葛津立国」は「葛津」と「立」に分けて解され、前者は藤津郡（佐賀県藤津郡）、後者は高来郡（長崎県高来郡）に相当すると思われ、現・長崎県大村市はそれらに隣接するので、古くは一帯が「葛津立」という同一地域と見られていて、紀氏の一派である若彦（穉日子）命の子孫が土着して「大村氏」を称し、後に和泉国へと再進出したのではないかとの説がある。

## 同族
『姓氏録』には同族として上記紀氏の他、滋野、大家（大宅）（以上右京）、大坂、伊蘇志（以上大和国）、川瀬、直尻、高野（以上和泉国）の諸氏を掲げるほか、紀伊国には同じく天道根命を祖神とする紀伊国造家や名草氏がおり、和泉国に物部氏とは別系統の物部氏（姓は連）もいた。